# Pianoconcert (Grieg)
Het pianoconcert in a mineur, opus 16 uit 1868 is een concert voor piano en orkest van de Noorse componist Edvard Grieg. Hoewel het een vroeg werk van Grieg is (hij was 25), is het een van de bekendste werken uit zijn oeuvre geworden.

## Geschiedenis
Na de geboorte van Griegs dochter Alexandra in 1868 vertrok hij met zijn vrouw Nina op een lange vakantie, waarin hij zijn pianoconcert schreef. Het duurde bijna vier jaar voordat het in de uiteindelijke versie zijn première beleefde. Het concert werd bij de eerste première met groot enthousiasme onthaald, maar Grieg was niet tevreden. Bij een vergelijking tussen de eerste versie en de uiteindelijke versie zijn meer dan 300 wijzigingen aangetroffen, aangebracht tijdens minstens 7 revisiesessies.
Het concert, met overduidelijke invloeden van volksmuziek uit Noorwegen, ging in de eerste versie in première op 3 april 1869 te Kopenhagen. Hoewel Grieg een begaafd pianist was, speelde Edmund Neupert. Dirigent was Holger Simon Paulli. Grieg droeg de tweede versie van het pianoconcert op aan Neupert, de oorspronkelijke versie aan Rikard Nordraak.
Toen Grieg in 1870 een bezoek bracht aan Rome om Franz Liszt te ontmoeten, had hij de partituur van het pianoconcert meegenomen. Liszt was enthousiast en omschreef het concert als Zweedse punch. Al moet dit Grieg, voorvechter van de Noorse nationale romantiek, vreemd in de oren geklonken hebben, hij schreef zijn ouders op 9 april 1870 dat de ontmoeting met Liszt voor hem oneindige betekenis had gehad.

## Delen

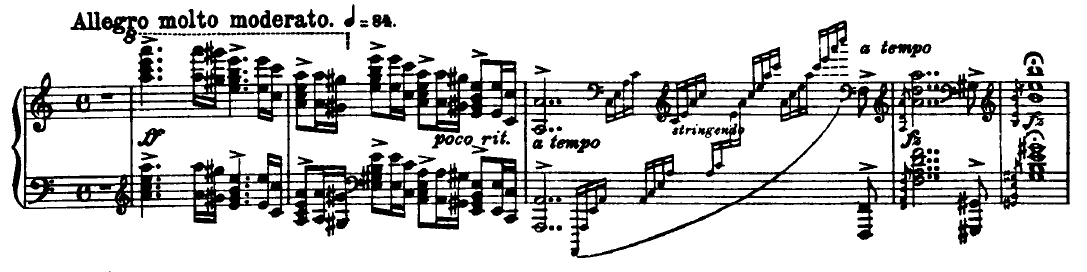
Pianopartij van de openingsmaten van het 1^{e} deel (Allegro molto moderato).

Het pianoconcert bestaat uit drie delen:
I. Allegro molto moderato (4/4 maat, a mineur)
Het Allegro molto moderato opent dramatisch met kort paukengeroffel gevolgd door heroïsche akkoorden van de piano. Een kleine mars in mineur wordt gespeeld door de blazerssectie. De muziek ontwikkelt zich tot een klagelijke melodie die overgaat in een levendige dans van de piano. De stemming slaat om wanneer door de cellisten een trage melodie wordt gespeeld. Dit thema neemt de piano over, totdat het verandert in een serie groteske akkoorden van de piano. De trompet opent een nieuwe marsmelodie, die wordt overgenomen door de fluit, hoorn en piano. Een herhaling van het hoofdthema volgt met een aantal variaties daarop. De cadens voor de piano komt nu naar voren. Gestaag zet het orkest in, waarna piano en orkest het Allegro molto moderato afsluiten.

II. Adagio (3/8 maat, Des majeur)
Het korte Adagio wordt geïntroduceerd door de strijkers die een subtiele melodie spelen. De piano speelt sereen en stemmig.
III. Allegro moderato molto e marcato (2/4 maat, a mineur)
De finale, een Allegro moderato molto e marcato, wordt ingeluid door de klarinetten en fagotten. Het pianospel leidt tot een Noorse dans, genaamd Halling. Het dansthema wordt overgenomen door het orkest, maar de piano maakt zich daarvan los en gaat over in een andere dans. Een plechtiger tempo volgt hierna. De sfeer slaat om wanneer de fluit een intermezzo speelt waarin Grieg facetten uit het Noorse landschap de revue laat passeren. De stemming wordt vrolijker wanneer het orkest het thema van de fluit overneemt en eindigt met een krachtige coda.